# Schizymenium ruwenzorense
Schizymenium ruwenzorense là một loài Rêu trong họ Bryaceae. Loài này được (Thér. & Naveau) Ochyra & Sharp miêu tả khoa học đầu tiên năm 1988.